# Åmli
Åmli es un municipio de la provincia de Agder, en la región de Sørlandet, Noruega. Tiene una población estimada, a inicios de 2021, de 1822 habitantes.